# Holiday (canción de Green Day)
«Holiday» es el tercer sencillo del álbum American Idiot, de la banda estadounidense de punk rock, Green Day. Si bien la canción es considerada un antecesor del sencillo Boulevard of broken dreams, fue lanzada después de este, a finales de 2004. Entró al conteo Billboard Hot 100 en la posición número 9 como máxima.

## Video musical
El video es un viaje de la banda a través de rutas y de calles en la noche en un Mercury Monterey 1968 convertible, además se ven imágenes de la ciudad de día y noche y en un bar donde cada miembro de la banda hace tres papeles distintos Tre Cool de una mujer, un hombre vomitando y un borracho. Mike Dirnt de un policía, un cantinero y un hombre que ve cómo dos hombres pelean (interpretados por Billie Joe Armstrong) mientras que Billie Joe interpreta a dos hombres luchando, un nerd y un hombre que está tomando.
La parte más importante del video es cuando llega el momento donde el representante de California aparece representado por el cantante de la banda y un grupo de bailarinas acompaña cada lírica mientras de fondo el auto está aparcado con Tre Cool y Mike Dirnt en el capó mirando y en una pantalla en el fondo se ven bombas caer sobre Irak. Un dato interesante es que según la propia banda el sonido del solo de batería hace referencia al sonido de bombas cayendo, lo que se ve de fondo en el preciso momento que el representativo canta.
Al final del video se puede ver, antes de que las bailarinas posen, todo el escenario, porque la cámara llega a su punto más lejano de la acción, y prácticamente el decorado del video es visible en su totalidad.
El final del video da pie al comienzo del video Boulevard of broken dreams, donde el auto se detiene en el desierto y la banda despierta después del viaje.

## En otros medios
La canción fue utilizada como parte de la banda sonora de la película cómica Accepted (2006). El equipo canadiense de hockey Vancouver_Canucks la utilizaron como su canción de anotación.

## Lista de canciones
| Sencillo en CD |                                                                              |          |  |
| N.º            | Título                                                                       | Duración |  |
| 1.             | «Holiday»                                                                    | 3:52     |  |
| 2.             | «Holiday» (En vivo el 21 de septiembre de 2004, Nueva York)                  | 4:07     |  |
| 3.             | «Boulevard of Broken Dreams» (En vivo, 21 de septiembre de 2004, Nueva York) | 4:24     |  |

| Sencillo en CD Reino Unido, Vinilo de 7 pulgadas |                                                      |          |  |
| N.º                                              | Título                                               | Duración |  |
| 1.                                               | «Holiday»                                            | 3:52     |  |
| 2.                                               | «Minority» (El 21 de septiembre de 2004, Nueva York) | 6:01     |  |

| Sencillo en CD Japón |                              |          |  |
| N.º                  | Título                       | Duración |  |
| 1.                   | «Holiday» (Live In Japan)    | 4:10     |  |
| 2.                   | «Holiday» (Clean Radio Edit) | 3:53     |  |

| 7" Vinyl Box Set |                                  |          |  |
| N.º              | Título                           | Duración |  |
| 1.               | «Holiday»                        | 3:52     |  |
| 2.               | «Wake Me Up When September Ends» |          |  |
| 3.               | «Letterbomb»                     | 4:05     |  |
| 4.               | «Governator»                     |          |  |

| CD Promocional Estados Unidos |                              |          |  |
| N.º                           | Título                       | Duración |  |
| 1.                            | «Holiday» (Clean Radio Edit) | 3:53     |  |

| CD Promocional Australia |                              |          |  |
| N.º                      | Título                       | Duración |  |
| 1.                       | «Holiday» (Álbum Versión)    | 3:52     |  |
| 2.                       | «Holiday» (Clean Radio Edit) | 3:53     |  |

| CD Promocional Francia |                           |          |  |
| N.º                    | Título                    | Duración |  |
| 1.                     | «Holiday» (Radio Edit #1) | 3:52     |  |
| 2.                     | «Holiday» (Radio Edit #2) | 3:53     |  |
| 3.                     | «Holiday» (Álbum Versión) |          |  |

## Versiones
- Versión original que aparece en el disco American Idiot.[6]
- Clean edit, diferente al radio edit (en lugar de censura, hay silencio).
- Radio edit (con censura).
- Versión en vivo grabada en Irving Plaza de Nueva York el 21 de septiembre de 2004 durante la fiesta por la salida del disco American Idiot e incluida como lado B en algunas versiones del sencillo de "Holiday" (ver arriba).
- Versión en vivo grabada el 19 de marzo de 2005 en Tokio, Japón incluida dentro de la edición especial japonesa de American Idiot[7] y en la edición Target de 21st Century Breakdown.[8]
- Versión en vivo grabada en junio de 2005 en Milton Keynes, Inglaterra e incluida en e CD/DVD Bullet in a Bible.[9]
- Versión en vivo grabada en Dublín, Irlanda durante la gira 21st Century Breakdown World Tour e incluida en el CD de Awesome as Fuck.[10]
- Versión en vivo grabada en Tokio, Japón en enero de 2010 durante la gira 21st Century Breakdown World Tour e incluida en el DVD de Awesome as Fuck.